# Objekt 640
Das Objekt 640 (russisch Чёрный Орёл, Tschorny Orjol; Deutsch: „Schwarzer Adler“) war ein Konzept zur Weiterentwicklung des russischen Kampfpanzers T-80U, das als Systemdemonstrator für mögliche Kampfwertsteigerungen des T-80 in den 1990er-Jahren entstand. Das Konzept beinhaltete eine geringfügig modifizierte T-80B-Wanne in Kombination mit einem neuartigen Turmsystem, das neben einer frontal angebrachten halbrunden Zusatzpanzerung insbesondere den Einbau eines neuartigen Autoladesystems im Turmheck vorsah. Der Prototyp wurde 1997 auf der Ausstellung WTTW (russisch ВТТВ) vom Ingenieurbüro Omsktransmasch in Omsk öffentlich gezeigt.
Nachdem weder die russische Armee noch potentielle ausländische Kunden Interesse am „Schwarzen Adler“ zeigten, wurde das Projekt nicht weiterverfolgt.

## Grundlagen und Entwicklungsgeschichte
Nachdem sich die russischen Streitkräfte 1995 für den T-90 als künftigen Hauptkampfpanzer entschieden hatten, hoffte Uralwagonsawod, die ausländischen Kunden des T-80 für Kampfwertsteigerungen dieses Fahrzeugs gewinnen zu können. In Frage kamen dabei vor allem Länder wie Südkorea, Iran oder Zypern. Um das Potential des T-80-Konzepts zu unterstreichen, wurde mit dem Objekt 640 ein wesentlich weiterentwickeltes Waffensystem gefertigt. Die Neuerungen betrafen dabei vor allem die Gestaltung des Turmes: Nachdem sich russische Panzer in der Vergangenheit vor allem in Bezug auf ihre relativ schwache Panzerung im Nachteil gegenüber westlichen Modellen befunden hatten, wurde beim Objekt 640 eine massiv verstärkte Turmfrontpanzerung aus reaktiven Modulen ergänzt. Im Heck des Turmes wurde ein verbessertes Autoladersystem installiert, dessen Anbringung sowohl den Einbau einer stärkeren Kanone (bis Kaliber 152 mm), als auch den Einsatz von Absprengplatten über dem Magazin erlaubte. Dies sollte im Fall eines Munitionsbrandes die Überlebenschancen der Besatzung erhöhen. Weitere mögliche Ergänzungen des T-80U-Konzepts (wie der Einbau eines stärkeren Dieselmotors bzw. einer stärkeren Gasturbine mit bis zu 1.500 PS) wurden während der Präsentation im September 1997 angesprochen; diese Modifikationen sind allerdings bei dem Demonstratorfahrzeug aller Wahrscheinlichkeit nach nicht umgesetzt worden. Dieses verfügte lediglich über eine verbesserte Version der Vielstoff-Gasturbine GT-1250 G mit reduziertem Verbrauch. 
Wegen des massiv erhöhten Turmgewichts (rund 2,5 t mehr als der ursprüngliche Turm des T-80U) wäre eine Nachrüstung bereits vorhandener T-80 allerdings nicht in Frage gekommen; potentielle Kunden hätten also ganz neue Fahrzeuge in Auftrag geben müssen. Dies und die damit verbundenen Kosten verhinderten wohl Bestellungen für das Objekt 640 und damit auch eine Serienfertigung dieses Kampfpanzers. Die russischen Streitkräfte werden nach der Beschaffung des T-90 stattdessen den völlig neu konzipierten Kampfpanzer T-14 auf Basis der Armata-Plattform einführen, der als Weiterentwicklung der Versuchsmuster Objekt-195 und Objekt-640 verstanden wird.

## Bewaffnung
In das Objekt 640 war eine zusätzlich versteifte Version der 125-mm-Glattrohrkanone 2A46M-4 mit größerem Rohrrücklauf eingebaut worden, was die Treffgenauigkeit verbesserte und die Verwendung von tempierbarer Air-Burst-Munition erlaubte. Durch weitere Modifikationen wurde auch der bei russischen Panzermodellen sehr zeitaufwändige Rohrwechsel vereinfacht; es wurde eine Verkürzung der Prozedur von 30 auf 4 Stunden erreicht, was allerdings im Vergleich zu westlichen Panzern noch immer sehr lange ist (der Leopard 2 benötigt etwa 30 min für einen Rohrwechsel).
Als weitere Neuerung bei der Bewaffnung wurde ein unter Panzerschutz bedienbares 12,7-mm-MG an der Turmluke installiert. Aufgrund der Anordnung des Ladeautomaten im Heck wäre der Einbau einer stärkeren Kanone theoretisch möglich gewesen; einige Quellen sprechen dabei von 135, andere sogar von 152 mm. Aufgrund der beachtlichen Modifikationen, die bereits zur Erhöhung der Treffgenauigkeit der 125-mm-Kanone nötig waren, wäre eine solche Kalibersteigerung aber vermutlich nicht völlig problemlos vor sich gegangen.

## Panzerung und Schutzeinrichtungen

Verschiedene Merkmale des Prototyps

Das Objekt 640 sollte in Bezug auf die Stärke seiner Panzerung neue Maßstäbe im russischen Panzerbau setzen. So wurde insbesondere die Frontpanzerung des Turmes massiv verstärkt, indem dort in halbrunder Form ein Bogen aus „Kaktus“-Reaktivpanzermodulen angebracht wurde. Die Panzerung des Turmes selbst bestand aus einer Verbundanordnung aus zwei Schichten Panzerstahl und einer dazwischen angebrachten Keramikschicht, das „Kaktus“-System aus einer Laminatschicht mit darüber angeordneter Explosivladung. Insgesamt sollte die Panzerstärke an der Turmfront nach Angaben des Herstellers 1160 mm RHA gegen KE-Munition und 1710 mm RHA gegen HEAT-Munition betragen. Uralwagonsawod versprach Sicherheit gegen die Wirkung der gängigsten Panzerabwehrwaffen bei günstiger Trefferlage.
Außer mit aktiven und passiven Panzerungsschichten war die Oberfläche des Objekt 640 auch mit radarabsorbierender Beschichtung versehen, deren Wirksamkeit allerdings von Experten aufgrund der bei russischen Panzern generell komplexen und unebenen Außenstruktur in Zweifel gezogen wird. Zudem sollte das Objekt 640 mit einem abstandsaktiven Schutzsystem ausgerüstet werden.

## Ausrüstung
Bei der Entwicklung des Systemdemonstrators „Schwarzer Adler“ wurde auch Wert auf die Installation verbesserter Feuerleit- und Zielerfassungssysteme gelegt. So erhielt der Kommandant ein stabilisiertes Rundblickperiskop mit Wärmebildfunktion und der Richtschütze ein Zielgerät mit Wärmebild und Laserentfernungsmesser. Außerdem wurden eine digitale Feuerleitanlage mit umfangreicher Sensorik zur Messung ballistisch relevanter Faktoren sowie ein Navigationssystem eingebaut. Auch die Führbarkeit des Panzers war durch ein verbessertes Getriebe und eine bedienerfreundlichere Ausstattung des Fahrerplatzes optimiert worden. 